# Reichenburg
Reichenburg je obec ve švýcarském kantonu Schwyz. Žije zde přibližně 3 800 obyvatel.

## Geografie

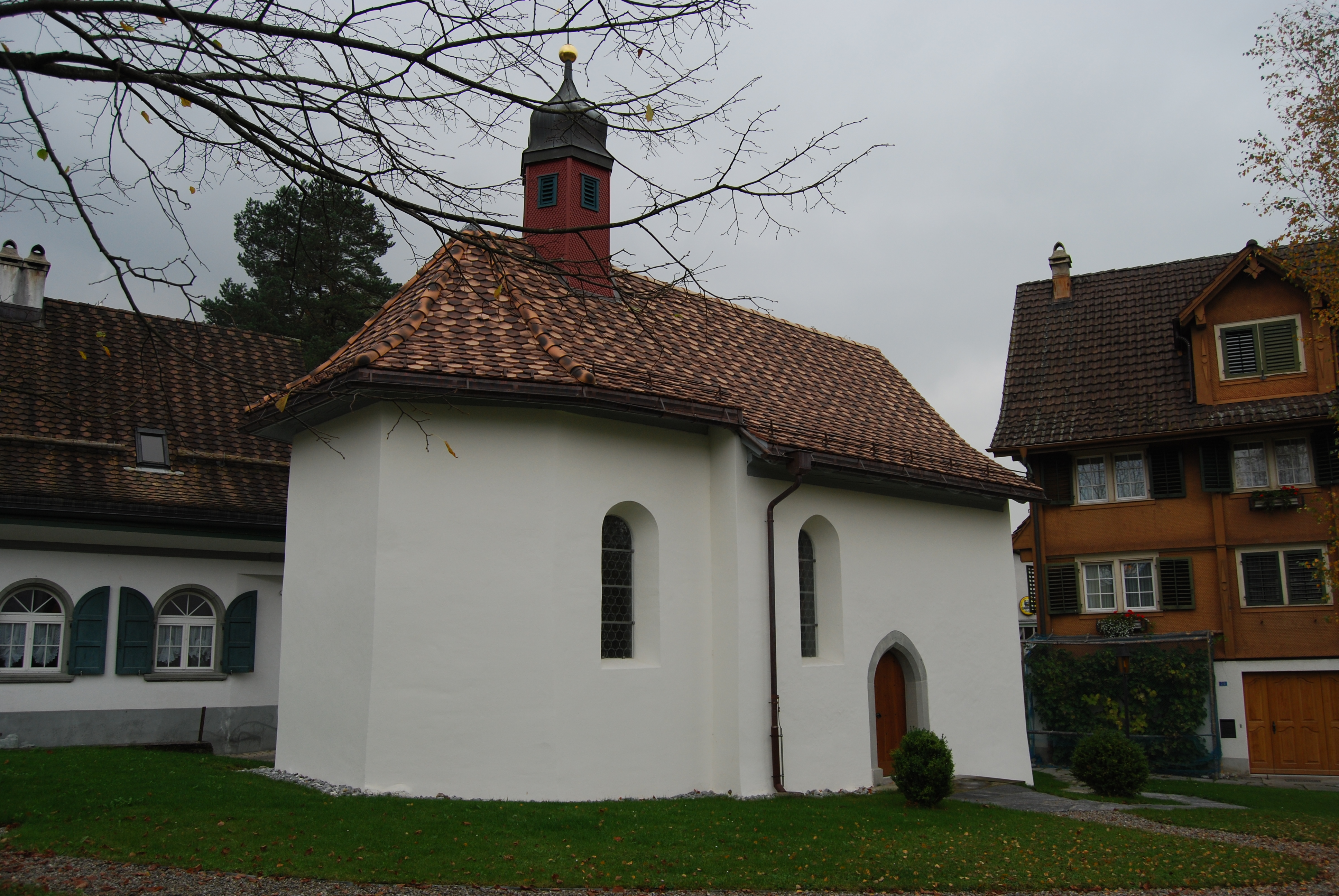
Kaple

Reichenburg leží na úpatí Alp a na východě a severu sousedí s kantony St. Gallen a Glarus. Sousedními obcemi jsou Benken na druhé straně Linthského kanálu, Schübelbach na západě a Glarus Nord na východě. Obec leží v jižní části Linthské nížiny v nadmořské výšce 411 m n. m. na jižních svazích hor Mittelberg, Ussberg, Tafleten, Lachen- a Austock a Lauihöhe, která je se svými 1455 m n. m. nejvyšším bodem obce. U Dreieckswäldli poblíž dálnice A3 se nachází trojmezí s kantony Glarus a St. Gallen.
Lesní plochy pokrývají 30 % území a táhnou se podél horských svahů. Dalších 60 % území obce je využíváno pro zemědělství. V Reichenburgu má tradici chov dobytka, který je spojen s vlastním vysokohorským hospodařením obce. Společně se hospodaří na vysokohorských pastvinách v oblastech Schwanten, Lachen, Au, Stofel, Laui a Nöchen. Přestože počet zemědělců klesl za posledních 100 let na méně než polovinu, počet hospodářských zvířat se zvýšil o 30 %.

## Historie

Letecký pohled (1948)

Po vítězství merovejského krále Chlodvíka nad Alamany v roce 496 bylo poraženým lidem dovoleno usadit se v tzv. Churrätienu, oblasti, která patřila do sféry vlivu Theodoricha Velikého, a to pod podmínkou, že zůstanou v klidu a míru, odtud název Richisburg. Toto osídlení bylo mimo jiné důvodem, proč rétorománský jazyk, kterým se původně mluvilo až na západ od jezera Walensee, vytlačila alemanština, kterou se dnes mluví až po říční ostrov Reichenau (Richisaue) na soutoku Předního a Zadního Rýna (dnešní obec Tamins). Usazení Alamani dohodu nedodrželi a znovu povstali proti Frankům. Rozzuřený Theodorich připojil ke svému území celou Raetii a východní část země Alamanů až po horní část Curyšského jezera. Nížina Linthu se tak stala pohraničním územím, tzv. marcem.
Když byl v roce 1897 na hradním kopci postaven současný farní kostel, věž byla dokončena až poté, co mohl být starý kostel u fary zbořen. Kameny, které byly vytěženy, byly zazděny v horní polovině mohutné věže, takže značná část kamenů je dnes opět tam, kde kdysi stály jako hradní zdi.
V listině vydané papežem Paschalisem II. v roce 1116 se potvrzuje, že klášter Pfäfers vlastnil majetek v dnešním Hirschlenu.
Kolem roku 1300 vlastnil hrad Reichenburg rytíř Hartmann, který byl zároveň pánem z Windeggu, částečně jako léno opatství Einsiedeln. Později převzali vládu nad Reichenburgem páni z Aspermontu.
V roce 1316 vtrhla do Marchlandu loupeživá horda divokých Švábů a zpustošila Richisburg a hrad v Niederurnenu, který od té doby sloužil jako lom. První kostel v Reichenburgu / Richisburgu byl postaven v roce 1498 s použitím kamenů ze zříceniny hradu.
V roce 1368 prodal Ulrich von Aspermont vesnici Rudolfu Tumpterovi z Rapperswilu. O pouhé dva roky později byla prodána znovu, tentokrát opatství Einsiedeln pod vedením opata Markwarta VII. von Grünenberg. Za 100 liber si Reichenburkové koupili právo, které už nikdy nemělo být pronajato majitelům panství. V roce 1472 byl vrchnostenský dvůr udělen radě ve Schwyzu. Všechny ostatní vrchnostenské pravomoci zůstaly einsiedelnskému opatovi.
Hostinec Zum alten Raben, který byl zbořen v roce 1973, pravděpodobně sloužil jako oficiální sídlo einsiedelnské moci. V roce 1831 došlo k právnímu zrovnoprávnění s osmi obcemi okresu March. V roce 1498 byl Reichenburg oddělen od mateřské farnosti Tuggen, v roce 1500 byl vysvěcen farní kostel svatého Vavřince a v roce 1600 byla postavena kaple v charitním domě (dnes kaple Míru). Nový farní kostel byl postaven na zámeckém návrší v letech 1884–85.

## Obyvatelstvo
| Vývoj počtu obyvatel | Vývoj počtu obyvatel | Vývoj počtu obyvatel | Vývoj počtu obyvatel | Vývoj počtu obyvatel | Vývoj počtu obyvatel | Vývoj počtu obyvatel | Vývoj počtu obyvatel | Vývoj počtu obyvatel | Vývoj počtu obyvatel | Vývoj počtu obyvatel | Vývoj počtu obyvatel | Vývoj počtu obyvatel |
| -------------------- | -------------------- | -------------------- | -------------------- | -------------------- | -------------------- | -------------------- | -------------------- | -------------------- | -------------------- | -------------------- | -------------------- | -------------------- |
| Rok                  | 1850                 | 1870                 | 1880                 | 1900                 | 1920                 | 1941                 | 1950                 | 1970                 | 1990                 | 2000                 | 2010                 |                      |
| Počet obyvatel       | 967                  | 924                  | 953                  | 911                  | 1034                 | 1135                 | 1318                 | 1571                 | 2104                 | 2765                 | 3134                 |                      |

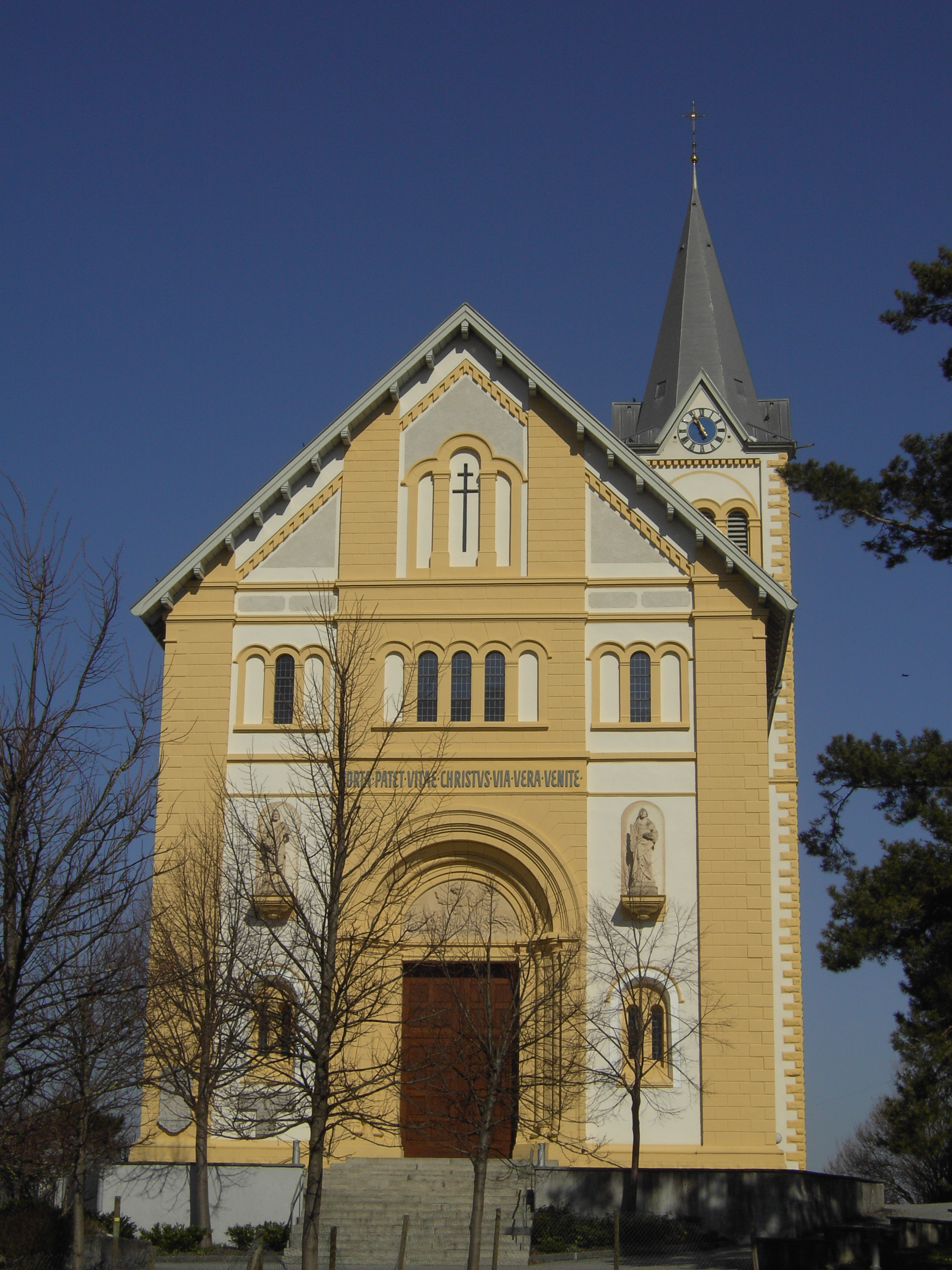
Kostel

Většina obyvatel (k roku 2000) hovoří německy (89,6 %), druhou nejčastější řečí je albánština (3,0 %) a třetí srbochorvatština (1,9 %).

## Hospodářství
Vzhledem k tomu, že obec nabízí málo příležitostí k výdělku, 62 % pracujících obyvatel dojíždí do aglomerace, do Pfäffikonu nebo Rapperswilu-Jona. Většinou používají vlastní automobil (54 %), 10 % využívá veřejnou dopravu. V obci jsou v provozu drobné podniky v oblasti zpracování plechů, výroby skla, zrcadel a osvětlovacích systémů.
Průmyslové využití vodní síly řeky Wägitaler Aa získalo v 19. století regionální význam. Tkalcovna postavená v Siebnenu byla rodištěm tkalcovských stavů Honegger. V roce 1921 byla založena elektrárna Wägital AG a obec je od té doby chráněna před povodněmi přehradní hrází.

## Doprava

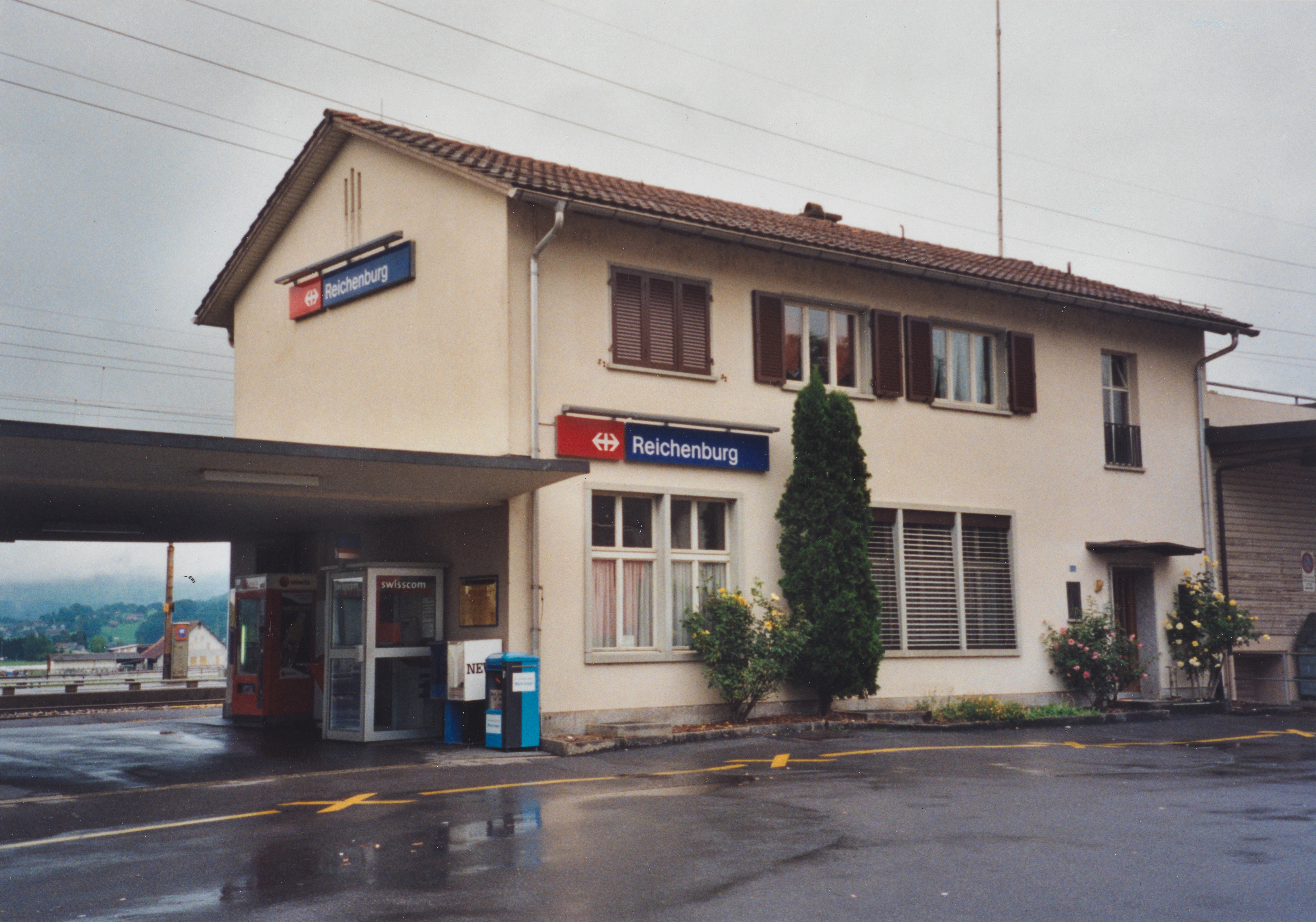
Bývalá železniční stanice Reichenburg

Obcí Reichenburg prochází hlavní trať Curych–Ziegelbrücke a dálnice A3, která spojuje město Curych s Churem. Dálnice A15 vede z Reichenburgu na Curyšskou vysočinu. Další hlavní silnice spojují Reichenburg s Biltenem, Benkenem a Buttikonem.
V době dopravní špičky jezdí každou půlhodinu linka S-Bahn S27 ze Ziegelbrücke do Siebnen-Wangen. Na trase Reichenburg – Siebnen-Wangen – Uznach jezdí z Reichenburgu linka Postbus provozovaná místní dopravní společností.